# 앙카몰

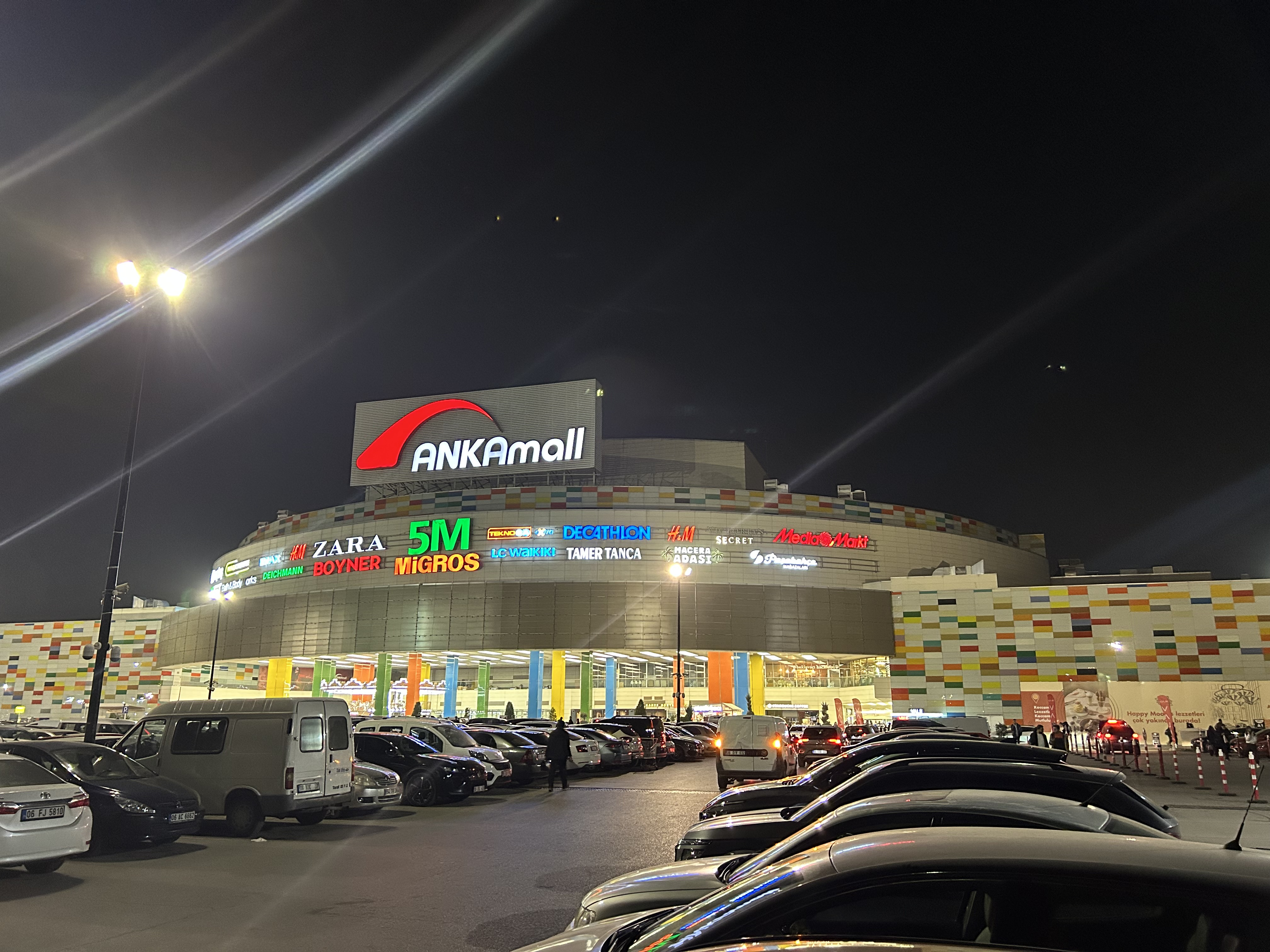
앙카몰

앙카몰(튀르키예어: ANKAmall)은 이스탄불의 제바히르몰에 이어 터키에서 두번째로 큰 쇼핑 센터로 앙카라에 위치하고 있다. 면적은 176,000m2이고, 1999년 8월 27일에 미그로스 쇼핑 센터(Migros Alışveriş Merkezi)로 개장했다. 약 125개의 매장이 운영중이며, 터키 최초의 3D 영화관이 있기도 하다.

## 사진

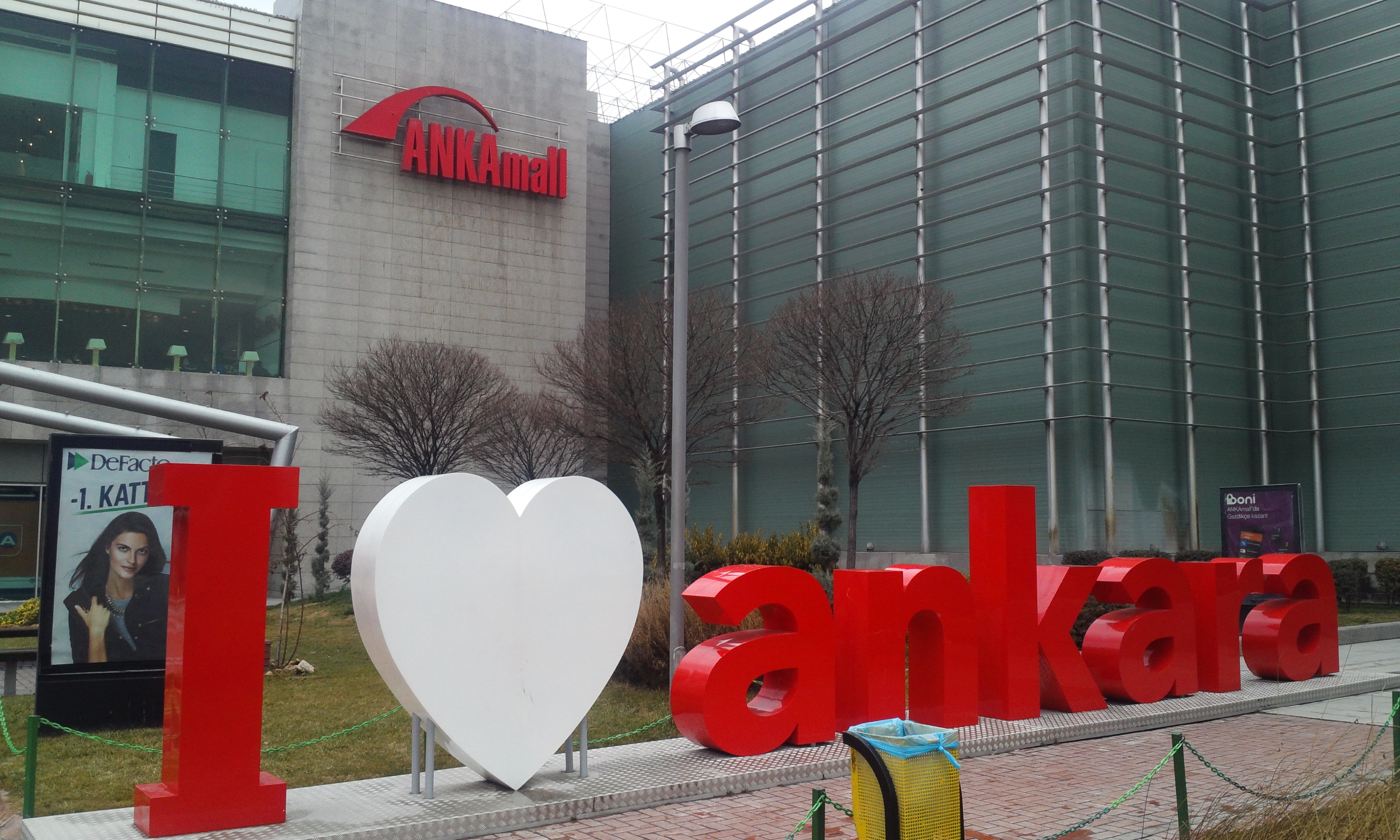
앙카라몰 외부의 I love ankara 조형물
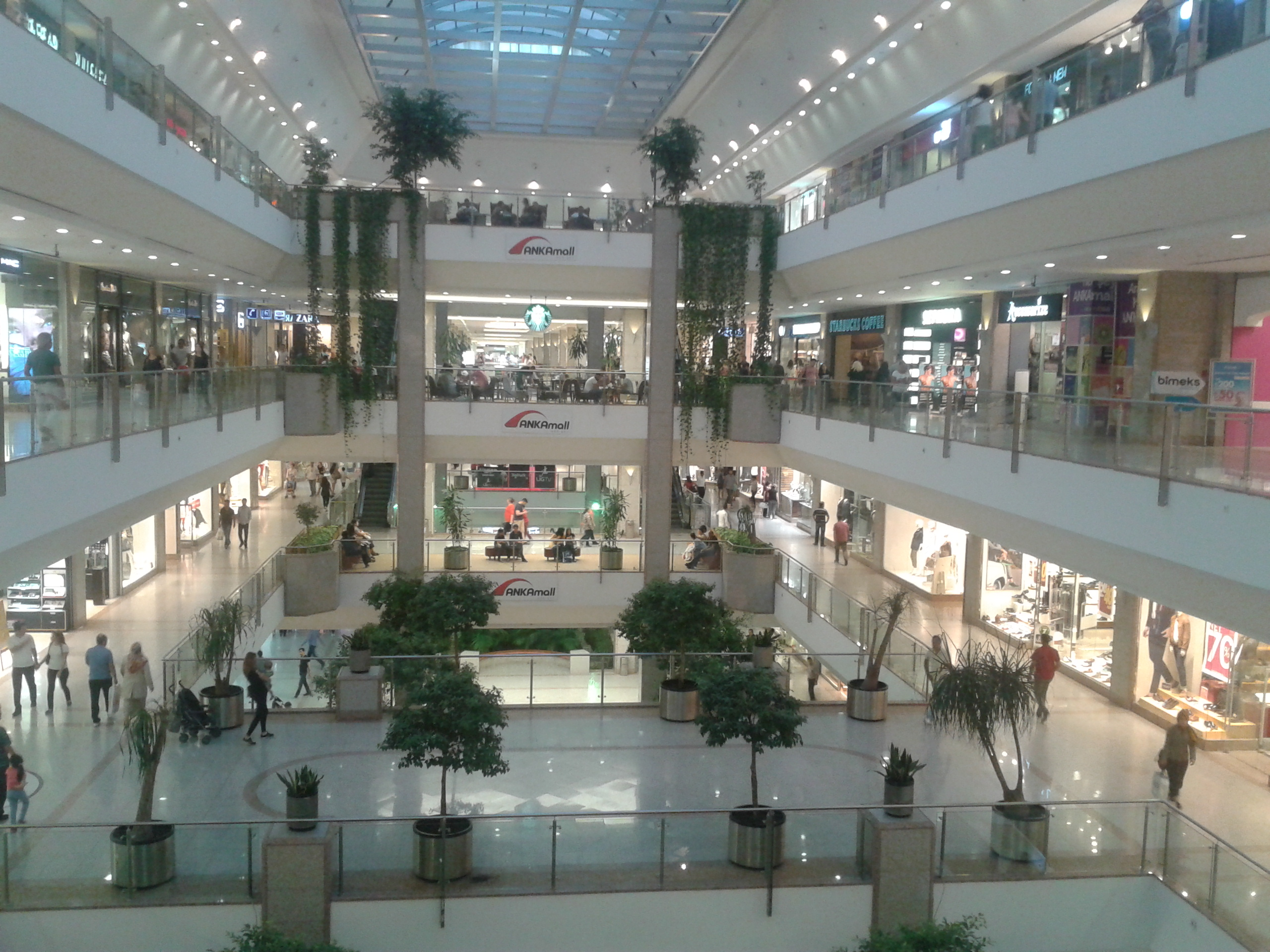
앙카라몰 내부